# PLOS ONE
PLOS ONE (Public Library of Science one) is een internationaal, op open access gebaseerd en aan collegiale toetsing onderworpen wetenschappelijk tijdschrift op het gebied van de biologie.
Het werd opgericht in 2006 en wordt uitgegeven door Public Library of Science. Het wordt alleen online uitgegeven en er verschijnen geen nummers; elk artikel wordt apart gepubliceerd zodra het geaccepteerd en vormgegeven is.